# San Mauro di Saline
San Mauro di Saline (cimbri Sankt Moritz) és un municipi italià, dins de la província de Verona. És un dels municipis de la minoria alemanya dels cimbris, encara que ja no s'hi parla la llengua. L'any 2007 tenia 556 habitants. Limita amb els municipis de Badia Calavena, Roverè Veronese, Tregnago, Velo Veronese i Verona.

## Administració
| Període | Identitat    | Partit     |
| ------- | ------------ | ---------- |
| 2004-   | Italo Bonomi | Lliga Nord |